# とくしまマラソン

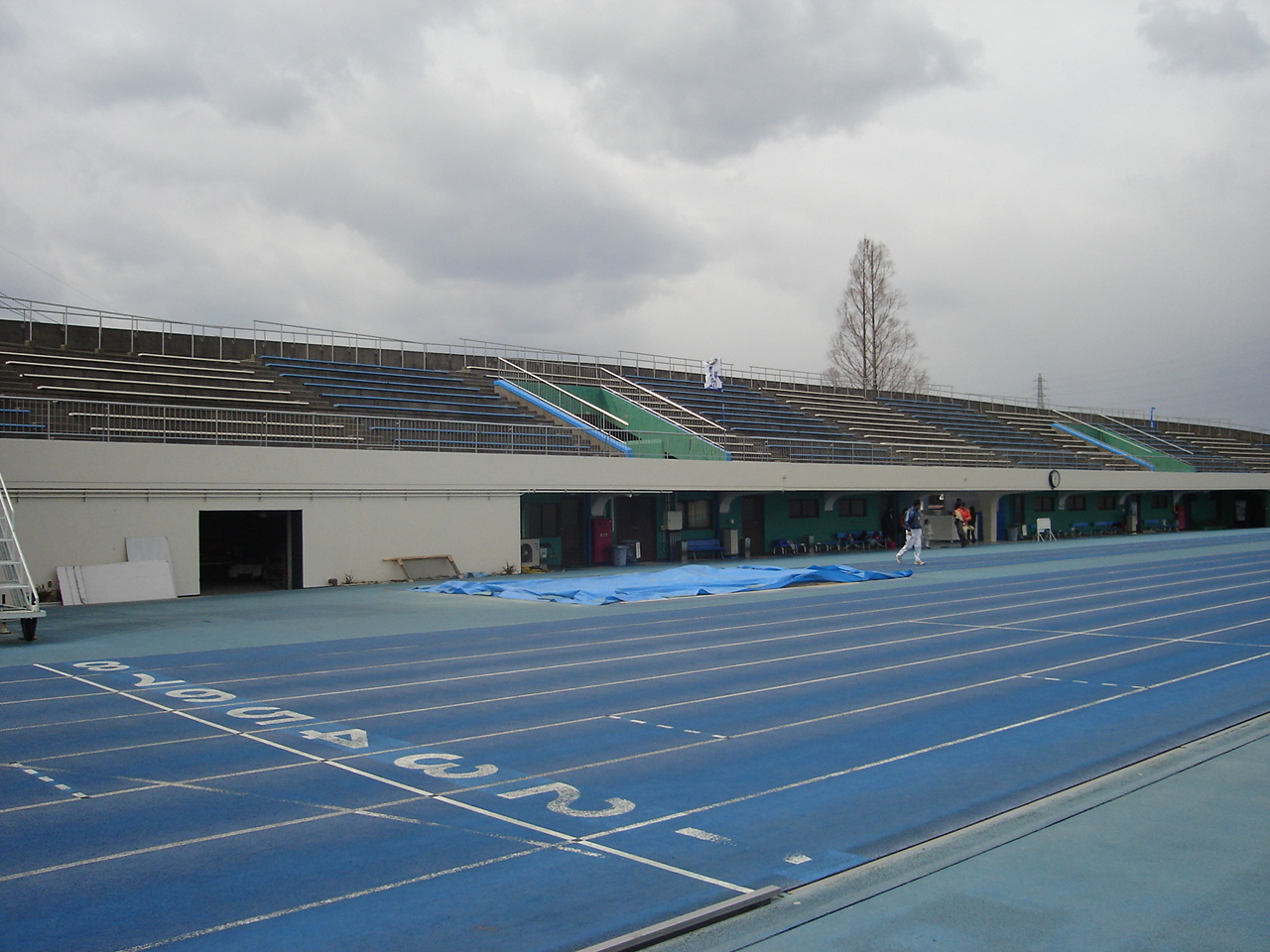
ゴール 徳島市陸上競技場

とくしまマラソンは、通常年4月下旬の日曜日に徳島県と徳島市が開催する、四国最大規模のフルマラソンである。全国ランニング大会百選に選定されている。愛称はとくマラ。
2008年の第1回大会は4月27日に、2009年の第2回大会は4月26日に、2010年の第3回大会は4月25日に開催された。なお第2回の開催決定に際し、2008年秋頃に競技コースのルートが一部修正・変更された。なお統一地方選挙が行われる西暦年を4で割り3余る年は、開催が3月に繰り上がる。

## 概要
2008年4月5日の神戸淡路鳴門自動車道（明石海峡大橋）開通10周年を記念して、徳島県と徳島市が開催。メインキャラクターは、竹ちくわをモチーフとした徳島県のマスコット・ちっかーず。
コースは徳島県庁前国道55号起点付近を出発し、吉野川大橋を渡り、阿波市吉野町にある西条大橋で折り返す。そしてゴールの徳島市陸上競技場までの42.195kmを走る。制限時間は7時間。
スタート地点は開催当初徳島中央公園内にある鷲の門広場だったが参加人数規模拡大に伴い徳島県庁入り口に変更されたのち2017年大会より現在の場所がスタート地点になっている
なお、第1回大会時の参加者は高校生を除く18歳以上の者で、当初3,000人規模と見込まれていたが、予想以上の人気で応募が殺到。調整の結果5,000人へと拡大された。
飯泉嘉門徳島県知事は、このとくしまマラソンを2010年までに実現させると知事選でマニフェストに揚げており、見事実現へと繋がった。
好評により、翌2009年に第2回大会が開催された。定員は4000人の先着順で、2008年11月22日より募集を開始したが、1週間ほどで定員に達したため申し込みが締め切られた。
続く2010年の第3回大会の定員は、前回より2000人増の6000人の先着順で、2009年12月1日より募集を開始したが、翌日12月2日の24時をもって早々定員に達し、締め切られた。エントリー枠は7000人に拡大された一方、7815人の応募を受付た。しかし12月2日21時以降に入金処理のあった815人については、システム上で受付及び決済を完了したにもかかわらず、参加を認めないとする決定が2月10日付けで通知された。
2011年の第4回大会は、当初定員7000名に達した時点では申込者全員を対象に定員分を抽選する予定であったが、後に5000名を申込の先着順、残りの2000名は申込順にかかわらず抽選に変更されるとした。なお、統一地方選挙の関連に伴い、約1ヶ月切り上げられ、3月20日に実施される予定であった。しかし、大会直前の3月11日に発生した東北地方太平洋沖地震の影響により、5日後の3月16日に第4回大会の延期が発表された（代替開催日は11月6日となった）。
また、2020年大会と2021年大会および2022年大会は新型コロナウイルス蔓延の影響で中止となった。
2016年大会以降の定員は15,000名である。

## 大会スポンサー
協賛企業は第2回大会（2009年）開催時のもの
特別協賛：大塚グループ（大塚製薬、大塚食品、大塚製薬工場、大鵬薬品）
協賛：JAL、ササクラスポーツ、JR四国、日本通運、四国銀行、IL RO'SA（株式会社昌栄）、そごう徳島店（そごう・西武）、阿波銀行、株式会社キョーエイ、AXAS Co./アレックススポーツ、渦の道、（徳島空港（徳島空港ビル株式会社）、Novil

## 優勝者
-数字- は優勝回数、 記録 は（当時の）大会記録。
|    | 開催日        | 男子選手                                   | 記録                                       | 女子選手                                   | 記録                                       | 出典                        |
| -- | ------------- | ------------------------------------------ | ------------------------------------------ | ------------------------------------------ | ------------------------------------------ | --------------------------- |
| 5  | 2012年4月22日 | 石川佳彦 (JPN)                             | 2時間31分52秒                              | 古家雅恵 (JPN)                             | 3時間11分49秒                              | [ 6 ]                       |
| 6  | 2013年4月21日 | 地下翔太 (JPN)                             | 2時間22分14秒                              | 原田和恵 (JPN)                             | 2時間54分53秒                              | [ 7 ]                       |
| 7  | 2014年4月20日 | 川内優輝 (JPN)                             | 2時間15分25秒                              | 俵千香 (JPN)                               | 2時間45分50秒                              | [ 8 ]                       |
| 8  | 2015年3月22日 | 和田壮平 (JPN)                             | 2時間21分11秒                              | 石橋早希江 (JPN)                           | 2時間45分19秒                              | [ 9 ]                       |
| 9  | 2016年4月24日 | 松本翔 (JPN)                               | 2時間19分39秒                              | 仁木千賀 (JPN)                             | 2時間53分04秒                              | [ 10 ]                      |
| 10 | 2017年3月26日 | 堀正樹 (JPN)                               | 2時間20分17秒                              | 内田梨絵 (JPN)                             | 2時間37分00秒                              | [ 11 ]                      |
| 11 | 2018年3月25日 | 松本匠 (JPN)                               | 2時間22分27秒                              | 井野光子 (JPN)                             | 2時間49分03秒                              | [ 12 ]                      |
| 12 | 2019年3月17日 | 和田壮平 (JPN)                             | 2時間20分20秒                              | 岡田唯 (JPN)                               | 2時間47分14秒                              | [ 13 ] [ 14 ] [ 15 ] [ 16 ] |
| 13 | 2020年3月22日 | 新型コロナウイルス感染拡大の影響により中止 | 新型コロナウイルス感染拡大の影響により中止 | 新型コロナウイルス感染拡大の影響により中止 | 新型コロナウイルス感染拡大の影響により中止 |                             |
| 14 | 2021年3月28日 | 新型コロナウイルス感染拡大の影響により中止 | 新型コロナウイルス感染拡大の影響により中止 | 新型コロナウイルス感染拡大の影響により中止 | 新型コロナウイルス感染拡大の影響により中止 |                             |
| 15 | 2022年3月27日 | 新型コロナウイルス感染拡大の影響により中止 | 新型コロナウイルス感染拡大の影響により中止 | 新型コロナウイルス感染拡大の影響により中止 | 新型コロナウイルス感染拡大の影響により中止 |                             |
| 16 | 2023年3月19日 | 野田一貴 (JPN)                             | 2時間18分10秒                              | 川内理江 (JPN)                             | 2時間33分55秒                              |                             |

## 中継
四国放送テレビ
CATVテレビ
- 徳島県CATVネットワーク機構の共通チャンネルけーぶる12により生中継で放送されている[17]。

四国放送ラジオ

## 県内その他のマラソン
- 徳島・海陽 究極の清流 海部川 風流マラソン（2月、海陽町、2009年～2022年）[18]
- 南阿波サンライン黒潮マラソン（11月、牟岐町）

フルマラソンは当マラソンと「徳島・海陽 究極の清流 海部川 風流マラソン」の2つのみ。